# 7608 Telegramia
7608 Telegramia este o planetă minoră (asteroid), cu un diametru de 3,955 km, din centura de asteroizi. A fost descoperită pe 22 octombrie 1995 la Observatorul Kleť de Jana Tichá⁠(d) și a fost numită după telegramă. 
Obiectul prezintă o orbită caracterizată de o semiaxă mare de 2,4275564 UAi, o excentricitate de 0,17, o înclinație de 3,60588 ° în raport cu ecliptica.